# Hubert Van Gijseghem
Hubert Van Gijseghem (1941) is gepensioneerd hoogleraar psychologie aan de universiteit van Montréal.
Hij bezit een licentiaat in de psychologie (Katholieke Universiteit Leuven). Hij is gespecialiseerd in psychopathologie, ontwikkelingspsychologie en forensische psychologie en schreef verschillende boeken en artikelen over onder andere seksueel misbruik en ouderverstoting.
Hij is geboren in België en geeft daar nog regelmatig lezingen over, onder andere, het ouderverstotingssyndroom.
Aan de theorievorming over het ouderverstotingssyndroom voegde hij inzichten toe over de sociaal-historische context. In de loop van de recente geschiedenis werd de positie van het kind ten opzichte van de ouders benaderd vanuit achtereenvolgens de theorie van de "tender-years-presumption", de gelijkheidsideologie en het "belang van het kind".
Van Gijseghem publiceert voornamelijk in het Frans. Hij schreef in het Nederlands onder andere een artikel over de belangrijkste controverses over ouderverstoting

## Voetnoot
1. ↑  In: Verpasseerd Ouderschap Relapublishing 2009